# Naro-Fominsk
Naro-Fominsk (rusko На́ро-Фоми́нск) je mesto in upravno središče Naro-Fominskega rajona v Moskovski oblasti v Rusiji, ki leži ob reki Nari, 70 km JZ od Moskve.
Mikrorajoni mesta Naro-Fominsk so Krasnaja Presnja, Malkovo, Centralni, Privokzalni, Južni, Bejozovka, Moskovski, Parkovij, Kantemirovski, Vostočni in Šibankova.

## Zgodovina
Prva znana dokumentirana omemba Fominske pustinje, ki je ležala na mestu današnjega mestnega središča sega v leto 1629.
Leta 1691 so po smrti kneza Jakova Semjonoviča Barjatinskega Fominskoje nasledili njegovi nečaki: knezi Semjon, Mihail in Fjodor Fjodorovič Barjatinski. Leta 1705 je bilo na Fominski dediščini 44 gospodinjstev in 144 mož.
Veterani obrambe Naro-Fominska se spominjajo prvega napada tanka KV-1 pod poveljstvom poročnika G. G. Hetagurova. 28. oktobra 1941 se je sovjetski tank KV nepričakovano pojavil v Naro-Fominsku, ki so ga zajeli Nemci. Njegov poveljnik  G. G. Hetagurov je predlagal načrt, ki ga je potrdila divizijsko poveljstvo: penetrirati mesto v tanku in iti v izvidnico za lokacijo sovražnikovih udarnih orožij. Nacisti so začeli streljati na vozilo. KV se je pri polni hitrosti zaletel v hišo, v ruševinah katere so bila vozila in vojaki. Poročnik Hetagurov je zagledal poveljstvo sovražnikove divizije in z natančnimi streli je razbil in zažgal zgradbo. Operacija je trajala 1 uro in 40 minut. V tem času je posadka KV opazila strelske točke sovražnika in je uničila več topov, 6 strojničnih gnezd in do 200 okupantov. Po vojni je družina Hetagurova prejela številna pisma vojnih tovarišev in prebivalcev Naro-Fominska. Med njimi je bilo tudi pismo izvršnega komiteja mestnega sveta Naro-Fominska, ki se je glasilo: »V mestu je velik spominski kompleks, posvečen vsem vojakom, ki so se borili junaško. Blizu Naro-Fominska je bil odprt park, poimenovan po branilcih Moskve. V njegovem središču je na granitnem podstavku surovo zamrznjeni težki tank Georgija Hetagurova.«
Leta 2004 je bila mestu priključena vas Ogorodnaja.
Februarja 2005 je bilo med občinsko reformo v Rusiji oblikovano urbano naselje Naro-Fominsk kot del Naro-Fominskega občinskega rajona.
Junija 2017 je Moskovska regionalna duma ukinila urbano naselje Naro-Fominsk in Naro-Fominski rajon je bil spremenjen v urbani rajon.